# Somogysámson
Somogysámson é um município da Hungria, situado no condado de Somogy. Tem 21,77 km² de área e sua população em 2019 foi estimada em 731 habitantes.